# Республіка Єгипет (1953—1958)
Республіка Єгипет (араб. جمهورية مصر, Ǧumhūriyyat Miṣr) — офіційна назва Єгипту на відміну від єгипетсько-суданської монархії, яка існувала до 1953 року, і до об'єднання Єгипту із Сирійською Республікою в Об'єднану Арабську Республіку 1958 року. 
Проголошення республіки відбулося після липневої революції 1952 року, яка була зумовлена непопулярністю короля Фарука, що мав вельми слабкі позиції після поразки в арабо-ізраїльській війні 1947—1949 років.
Із проголошенням республіки, Мухаммед Наґіб прийняв присягу як перший президент Єгипту. Він обіймав цю посаду менш як півтора року, перш ніж змусили піти у відставку його товариші-революціонери. Після відставки Нагіба, посада президента була вакантною до обрання Гамаля Абделя Насера у 1956 році